# Andrew W. Mellon Auditorium
Le Andrew W. Mellon Auditorium, anciennement Departmental Auditorium, est un auditorium d'architecture néoclassique situé à Washington aux États-Unis. D'une capacité de 750 places, il relie les deux ailes du bâtiment de l'Environmental Protection Agency (EPA). 
Construit en 1934, il est l'œuvre de l'architecte Arthur Brown, Jr.. L'auditorium est la propriété du gouvernement américain, il est parfois loué au grand public. L'édifice fait partie du Pennsylvania Avenue National Historic Site.